# Saint-Trimoël
Saint-Trimoël [sɛ̃tʁimwɛl] est une commune française située dans le département des Côtes-d'Armor en région Bretagne.

## Géographie
La commune se trouve au sud-est de Saint-Brieuc, la préfecture départementale.

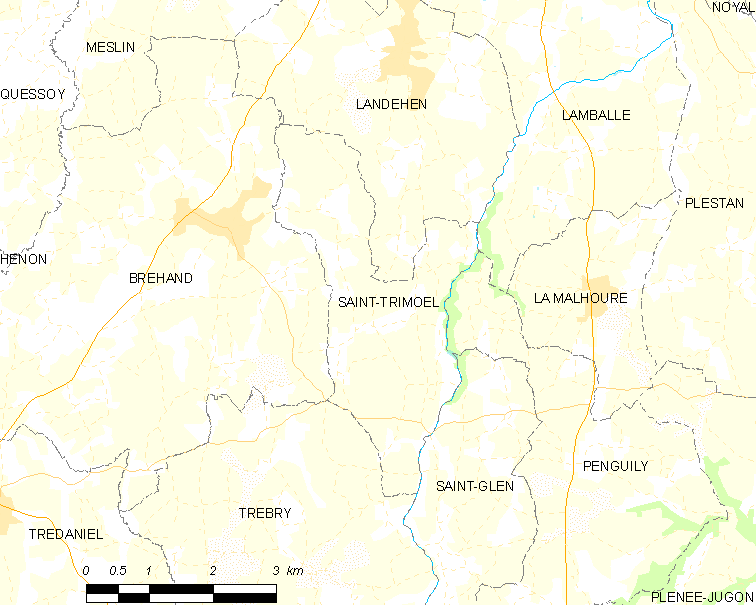
Carte de la commune.

|         | Landéhen      | Lamballe-Armor |
| Bréhand | Saint-Trimoël | Penguily       |
| Trébry  |               | Saint-Glen     |

### Hydrographie
Pour un article plus général, voir Réseau hydrographique des Côtes-d'Armor.
La commune est située dans le bassin Loire-Bretagne. Elle est drainée par le Gouessant et la Truite,.
Le Gouessant, d'une longueur de 41 km, prend sa source dans la commune de Trébry et se jette  dans la baie de Saint-Brieuc en limite de Lamballe-Armor et de Hillion, après avoir traversé onze communes. 

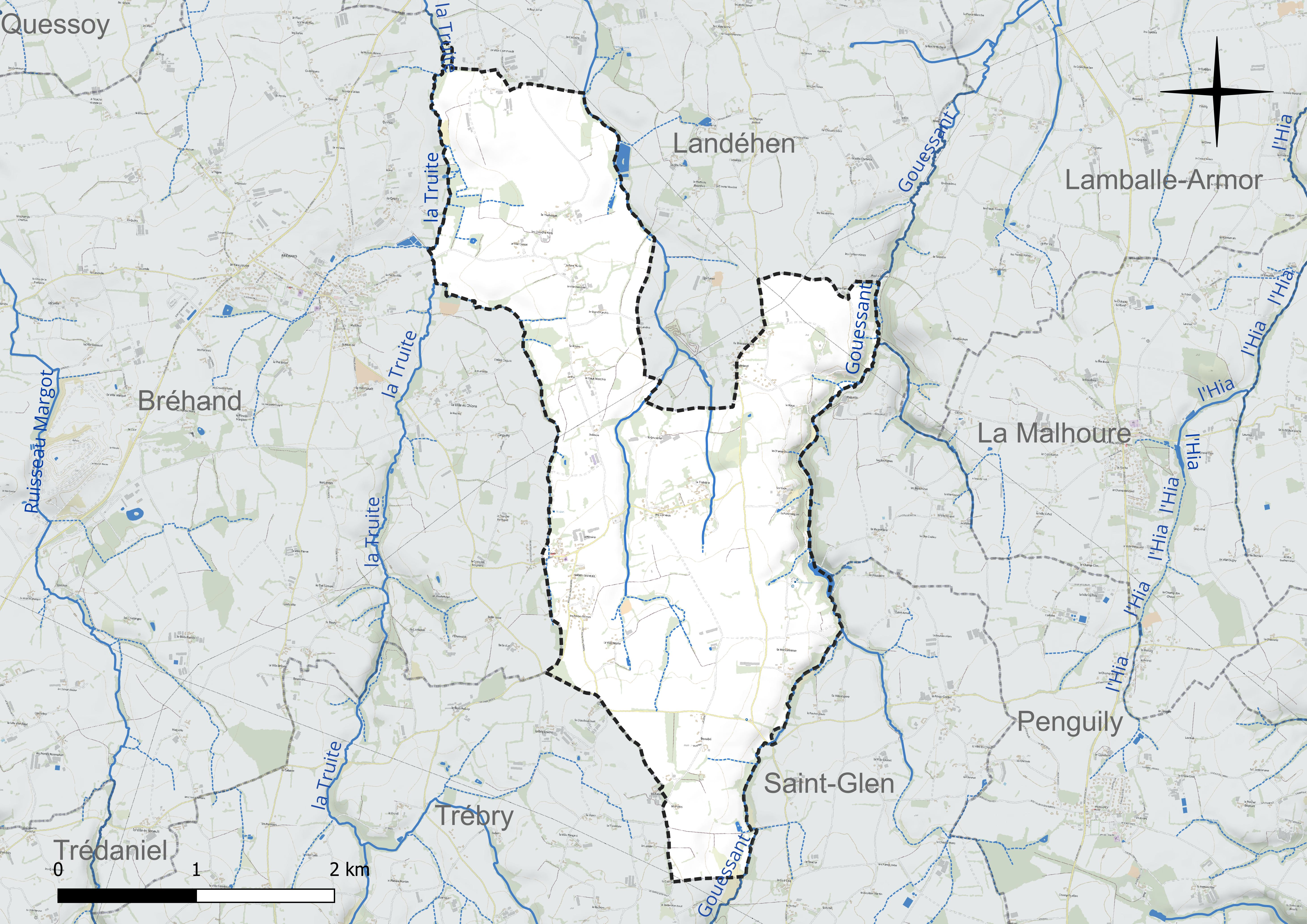
Réseau hydrographique de Saint-Trimoël.

La Truite, d'une longueur de 17 km, prend sa source dans la commune de Trébry et se jette  dans le Gouessant à Coëtmieux, après avoir traversé six communes. 

### Climat
Pour des articles plus généraux, voir Climat de la Bretagne et Climat des Côtes-d'Armor.
En 2010, le climat de la commune est de type climat océanique franc, selon une étude du CNRS s'appuyant sur une série de données couvrant la période 1971-2000. En 2020, Météo-France publie une typologie des climats de la France métropolitaine dans laquelle la commune est exposée à un climat océanique et est dans la région climatique  Finistère nord, caractérisée par une pluviométrie élevée, des températures douces en hiver (6 °C), fraîches en été et des vents forts. Parallèlement l'observatoire de l'environnement en Bretagne publie en 2020 un zonage climatique de la région Bretagne, s'appuyant sur des données de Météo-France de 2009. La commune est, selon ce zonage, dans la zone « Intérieur », exposée à un climat médian, à dominante océanique.  
Pour la période 1971-2000, la température annuelle moyenne est de 11,2 °C, avec une amplitude thermique annuelle de 11,5 °C. Le cumul annuel moyen de précipitations est de 764 mm, avec 12,5 jours de précipitations en janvier et 6,6 jours en juillet. Pour la période 1991-2020, la température moyenne annuelle observée sur la station météorologique la plus proche, située sur la commune de Plœuc-L'Hermitage à 16 km à vol d'oiseau, est de 11,1 °C et le cumul annuel moyen de précipitations est de 954,7 mm,. Pour l'avenir, les paramètres climatiques de la commune estimés pour 2050 selon différents scénarios d'émission de gaz à effet de serre sont consultables sur un site dédié publié par Météo-France en novembre 2022.

## Urbanisme

### Typologie
Au 1er janvier 2024, Saint-Trimoël est catégorisée commune rurale à habitat dispersé, selon la nouvelle grille communale de densité à 7 niveaux définie par l'Insee en 2022.
Elle est située hors unité urbaine et hors attraction des villes,.

### Occupation des sols
L'occupation des sols de la commune, telle qu'elle ressort de la base de données européenne d’occupation biophysique des sols Corine Land Cover (CLC), est marquée par l'importance des territoires agricoles (97,3 % en 2018), en augmentation par rapport à 1990 (94,7 %). La répartition détaillée en 2018 est la suivante : 
terres arables (73,7 %), zones agricoles hétérogènes (12 %), prairies (11,5 %), forêts (2,7 %). L'évolution de l’occupation des sols de la commune et de ses infrastructures peut être observée sur les différentes représentations cartographiques du territoire : la carte de Cassini (XVIIIe siècle), la carte d'état-major (1820-1866) et les cartes ou photos aériennes de l'IGN pour la période actuelle (1950 à aujourd'hui).

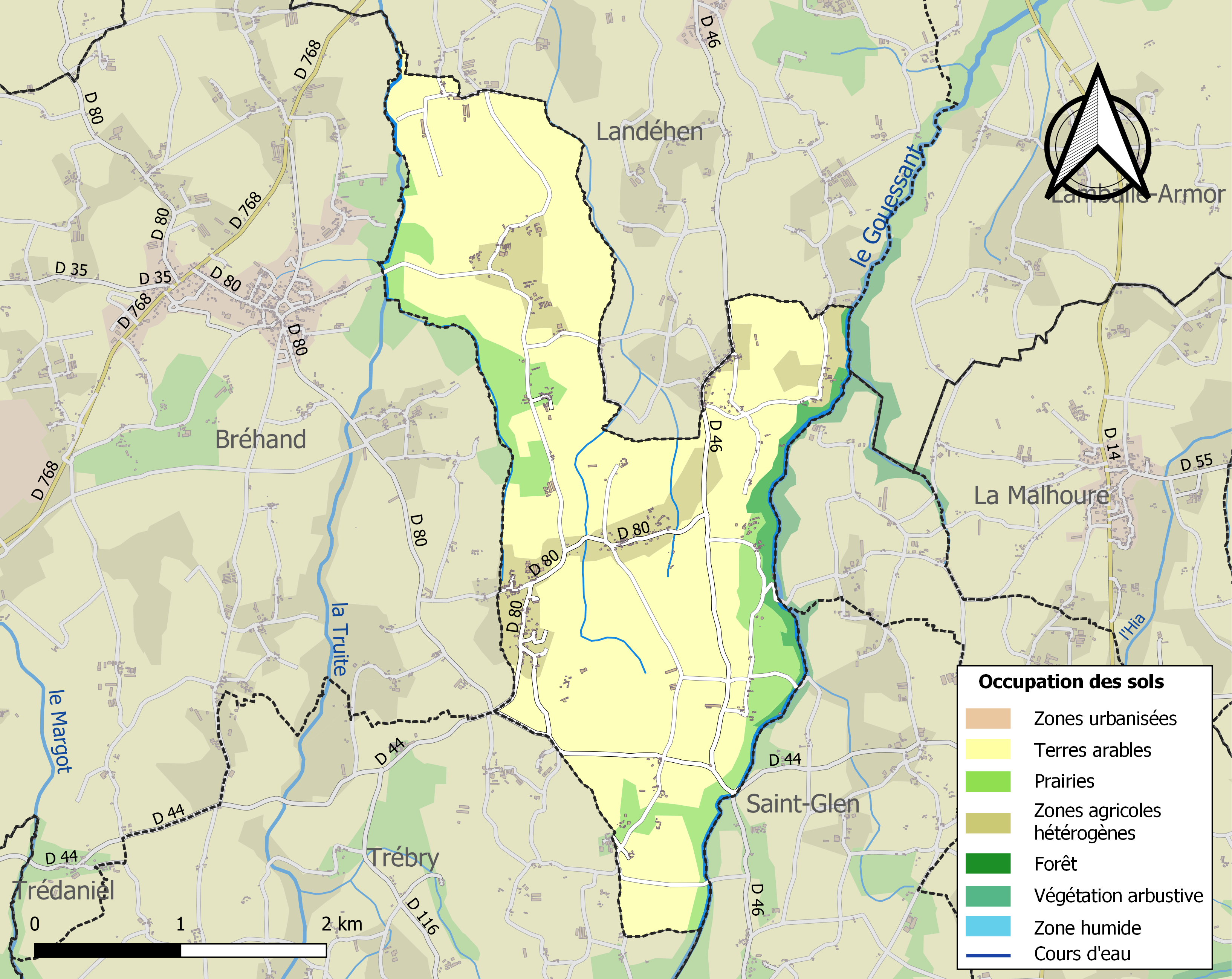
Carte des infrastructures et de l'occupation des sols de la commune en 2018 (CLC).

## Toponymie
Le nom de la localité est attesté sous les formes Sainct Trymouet en 1555, Saint Tremoille en 1667, Saint Trimoët en 1773.
Trimoël vient de saint Tremeur, fils du comte de Bretagne Conomor et de Sainte-Tréphine.

## Histoire

### Moyen Âge
Saint Tremeur fut élevé à l'abbaye Saint-Gildas de Rhuys (Morbihan) par saint Gildas.

### LeXIXesiècle
En 1882 la présence de loups fut constatée dans les communes de Saint-Trimoël, Bréhand et Trébry, exerçant des ravages sur les troupeaux. Une battue organisée dans les bois entourant le château de Boishardy permit d'en tuer un et d'en déloger un autre.

### LeXXesiècle

#### Les guerres duXXesiècle
Le monument aux morts porte les noms des 38 soldats morts pour la Patrie :
- 37 sont morts durant la Première Guerre mondiale ;
- 1 est mort durant la Seconde Guerre mondiale.

Auguste Renault, né le 6 décembre 1897 à Saint-Trimoël, soldat au 411e régiment d'infanterie, est tué le 11 novembre 1918 à 10 h 58 (soit deux minutes avant l'heure de l'armistice) à Robechies (Belgique). Ce serait donc en réalité le dernier tué de la Première Guerre mondiale, même si l'histoire a retenu officiellement comme dernier mort Augustin Trébuchon, originaire de Lozère.

## Politique et administration
| Période                                  | Période                   | Identité       | Étiquette | Qualité                                                                                              |
| ---------------------------------------- | ------------------------- | -------------- | --------- | --- |
| Les données manquantes sont à compléter. |                           |                |           | |
| ca. 1960                                 |                           | Adrien Baudet  |           | |
| 1968                                     | octobre 1968 (décès)      | Pierre Régnier |           | Conducteur-facteur                                                                                   |
| Les données manquantes sont à compléter. |                           |                |           | |
| mars 1971                                | mars 1977                 | Jean David     |           | Agriculteur                                                                                          |
| mars 1977                                | mars 2014                 | Gilbert Baudet |           | Agriculteur retraité 9e vice-président de Lamballe Communauté (2008 → 2014)                          |
| mars 2014                                | En cours (au 25 mai 2020) | Joël Lucienne  |           | Technicien de la DDTM retraité Premier adjoint au maire (1983 → 2014) Réélu pour le mandat 2020-2026 |

## Démographie
L'évolution du nombre d'habitants est connue à travers les recensements de la population effectués dans la commune depuis 1793. Pour les communes de moins de 10 000 habitants, une enquête de recensement portant sur toute la population est réalisée tous les cinq ans, les populations de référence des années intermédiaires étant quant à elles estimées par interpolation ou extrapolation. Pour la commune, le premier recensement exhaustif entrant dans le cadre du nouveau dispositif a été réalisé en 2005.

En 2022, la commune comptait 521 habitants, en évolution de −2,25 % par rapport à 2016 (Côtes-d'Armor : +1,78 %, France hors Mayotte : +2,11 %).
| 1793 | 1800 | 1806 | 1821 | 1831 | 1836 | 1841 | 1846 | 1851 |
| ---- | ---- | ---- | ---- | ---- | ---- | ---- | ---- | ---- |
| 535  | 524  | 584  | 605  | 651  | 674  | 673  | 658  | 632  |

| 1856 | 1861 | 1866 | 1872 | 1876 | 1881 | 1886 | 1891 | 1896 |
| ---- | ---- | ---- | ---- | ---- | ---- | ---- | ---- | ---- |
| 638  | 616  | 629  | 600  | 605  | 588  | 587  | 606  | 586  |

| 1901 | 1906 | 1911 | 1921 | 1926 | 1931 | 1936 | 1946 | 1954 |
| ---- | ---- | ---- | ---- | ---- | ---- | ---- | ---- | ---- |
| 594  | 601  | 584  | 513  | 537  | 484  | 450  | 432  | 441  |

| 1962 | 1968 | 1975 | 1982 | 1990 | 1999 | 2005 | 2006 | 2010 |
| ---- | ---- | ---- | ---- | ---- | ---- | ---- | ---- | ---- |
| 435  | 393  | 347  | 314  | 296  | 319  | 367  | 377  | 444  |

| 2015 | 2020 | 2022 | - | - | - | - | - | - |
| ---- | ---- | ---- | - | - | - | - | - | - |
| 514  | 510  | 521  | - | - | - | - | - | - |

## Lieux et monuments

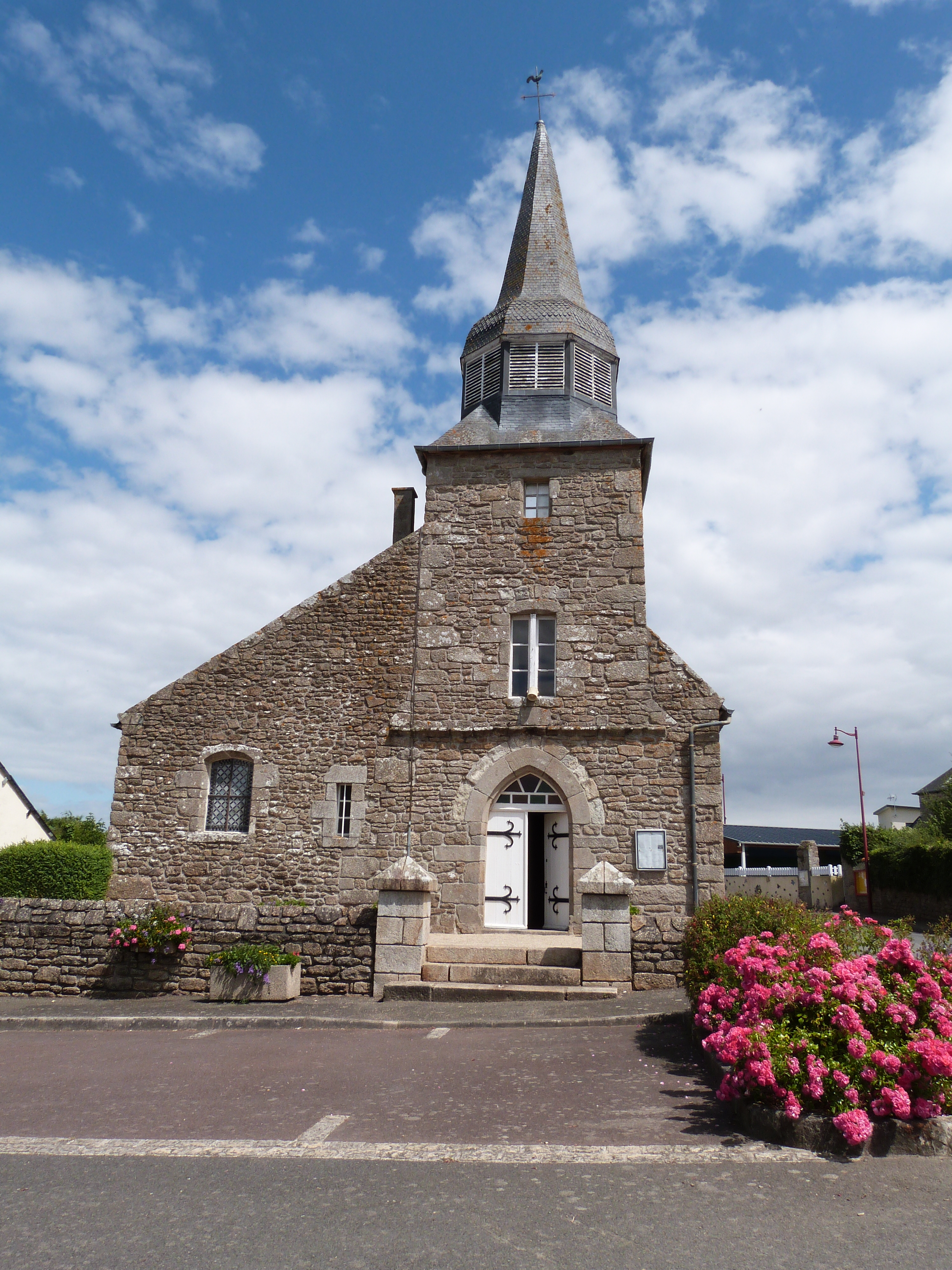
Façade de l’église.

- L’église Notre-Dame